# Nana Bryant

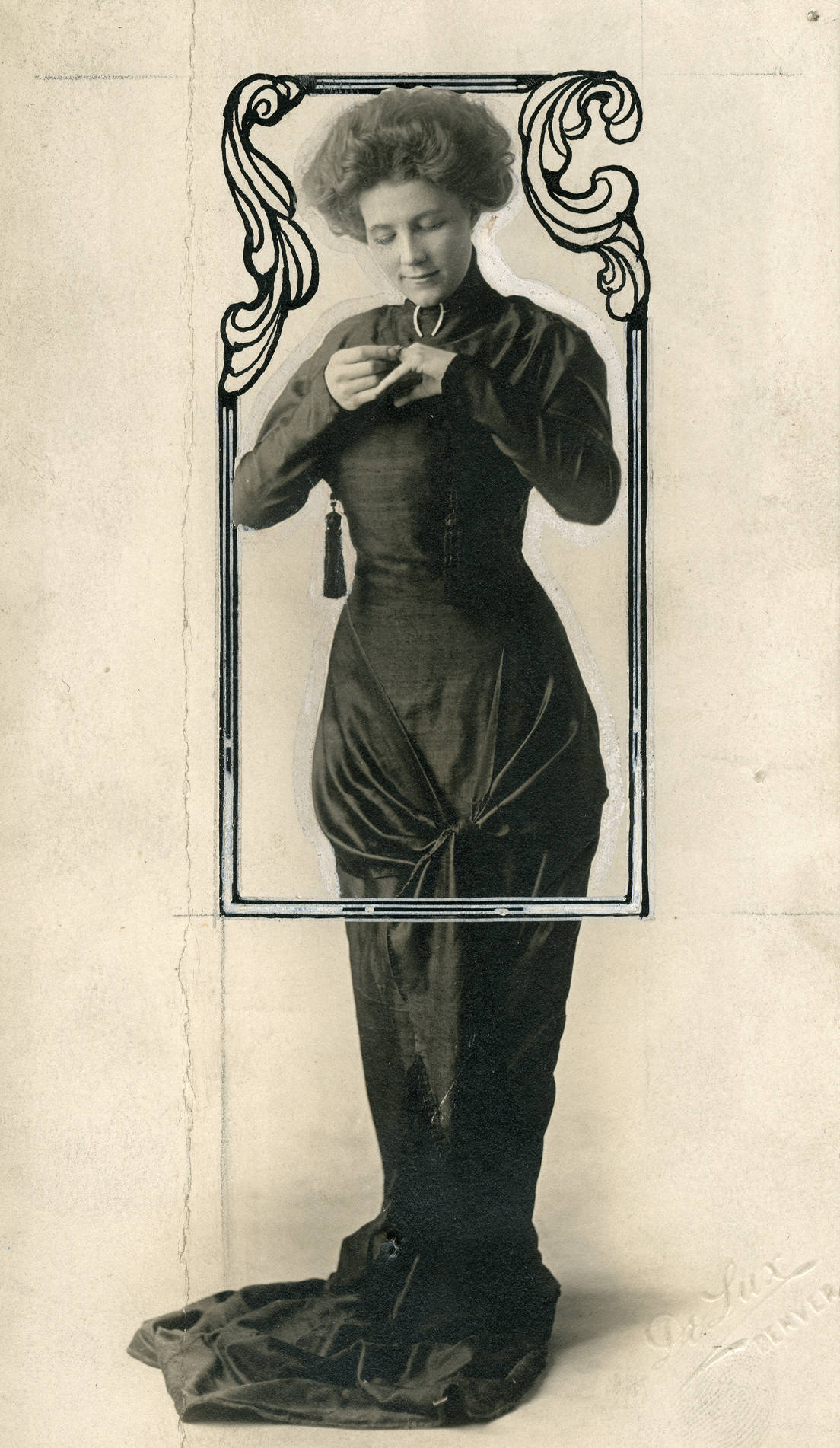
Nana Bryant, 1911.

Nana Bryant, född 23 november 1888 i Cincinnati, Ohio, död 24 december 1955 i Hollywood, Kalifornien, var en amerikansk teater- och filmskådespelare. Bryant var verksam som teaterskådespelare i Los Angeles, San Francisco och på Broadway i New York. Hon filmdebuterade 1935 och medverkade fram till 1955 i över 100 filmer, för det mesta i biroller.

## Filmografi (i urval)
- 1935 – Den ensamma vargen
- 1936 – Theodora leker med elden
- 1936 – Meet Nero Wolfe
- 1938 – Den moderna Eva
- 1938 – Tom Sawyers äventyr
- 1938 – Full i 17
- 1941 – En bit av himlen
- 1941 – Härligt men farligt
- 1942 – Flygets käcka gossar
- 1943 – Skräckdagar i Prag
- 1944 – Genom eld och vatten
- 1944 – Mark Twains äventyr
- 1945 – En stackars miljonär
- 1945 – Människor på hotell
- 1946 – Flickan sa' nej!
- 1947 – Icke misstänkt
- 1949 – Vägen utför
- 1950 – Min vän Harvey
- 1954 – Det handlar om mrs. Leslie